# غوردون برايس
غوردون برايس (بالإنجليزية: Gordon Brice)‏ (1 يناير 1924 ببيدفورد في المملكة المتحدة - 1 يناير 2003) هو لاعب كركيت ولاعب كرة قدم بريطاني (وحمل سابقاً جنسية المملكة المتحدة لبريطانيا العظمى وأيرلندا) في مركز قلب الدفاع. لعب مع بريستون نورث إيند ونادي ريدنغ ونادي لوتون تاون ووولفرهامبتون واندررز ونادي آير يونايتد.